# I'll Still Be Loving You
"I'll Still Be Loving You" é uma música gravada pela banda americana Restless Heart. Foi lançada em janeiro de 1987 como o segundo single do álbum Wheels. Alcançou o primeiro lugar na parada Hot Country Songs, onde permaneceu por 25 semanas, tornando-se o segundo single do grupo nessa posição.

## Desempenho nas paradas
| Parada (1987)                                            | Melhor posição |
| -------------------------------------------------------- | -------------- |
| Estados Unidos (Billboard Hot Country Singles)           | 1              |
| Estados Unidos (Billboard Hot 100)                       | 33             |
| Estados Unidos (Billboard Hot Adult Contemporary Tracks) | 3              |
| Canadá (RPM Country Tracks)                              | 1              |